# Kokologho
Kokologho ist eine Gemeinde (commune rurale) und zugleich ein Departement in der Provinz Boulkiemdé der Region Centre-Ouest des westafrikanischen Staates Burkina Faso. Das Gemeindegebiet umfasst neben dem Hauptort Kokologho die Dörfer Basziri, Douré, Goulouré, Koulnatenga, Manéga, Nidaga, Pitmoaga, Sakoinsé und Sam und zählt 38.988 Einwohner.
In Kokologho befindet sich der Palast Na-Yiri des Moogho Naba, des Kaisers der Mossi. Dieser Palast wurde vom Naba Boulgou im Jahre 1942 erbaut. Bekannt sind die aus dem Ort stammenden Flötenspieler.

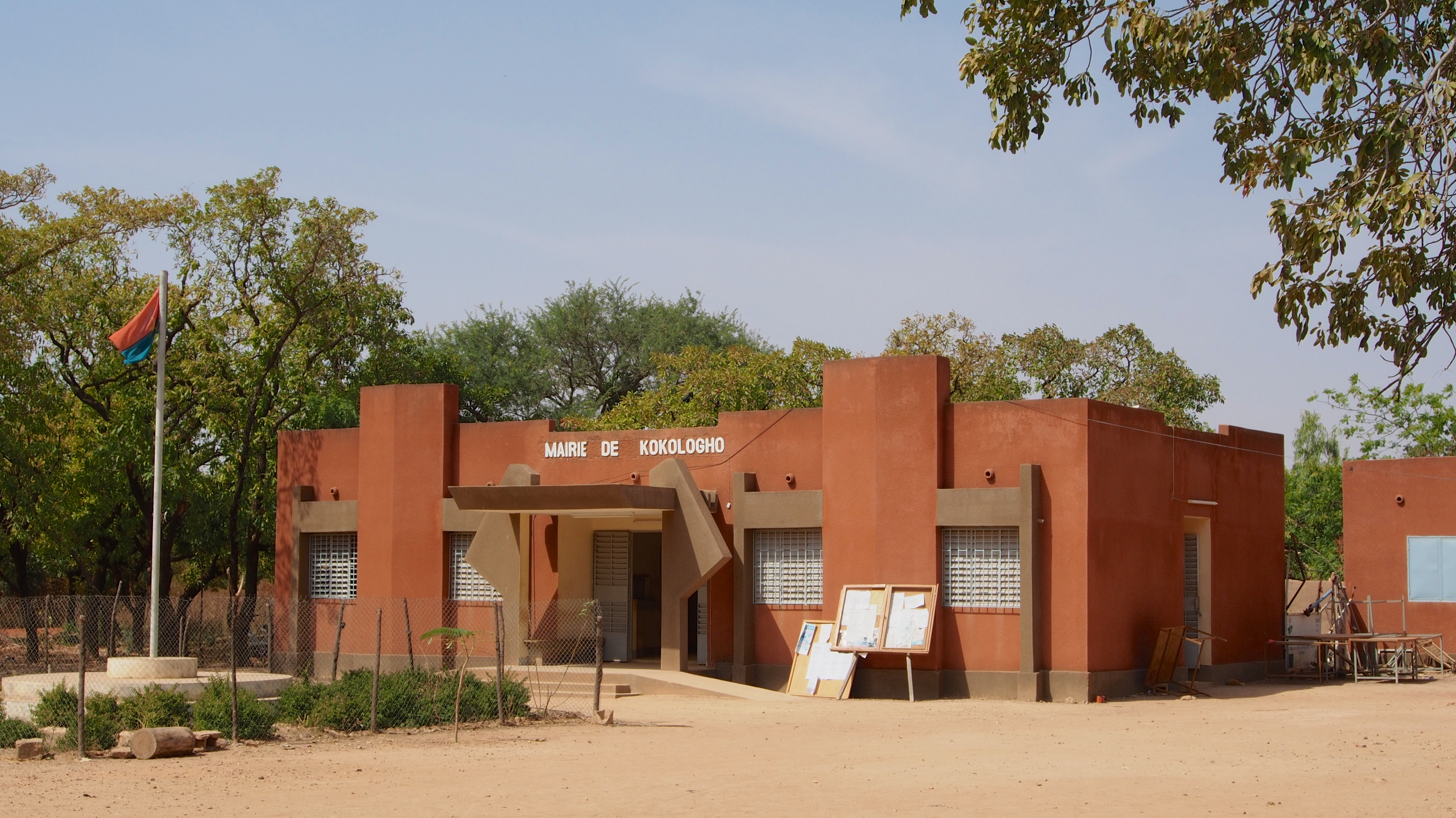
Das Gemeindehaus von Kokologho
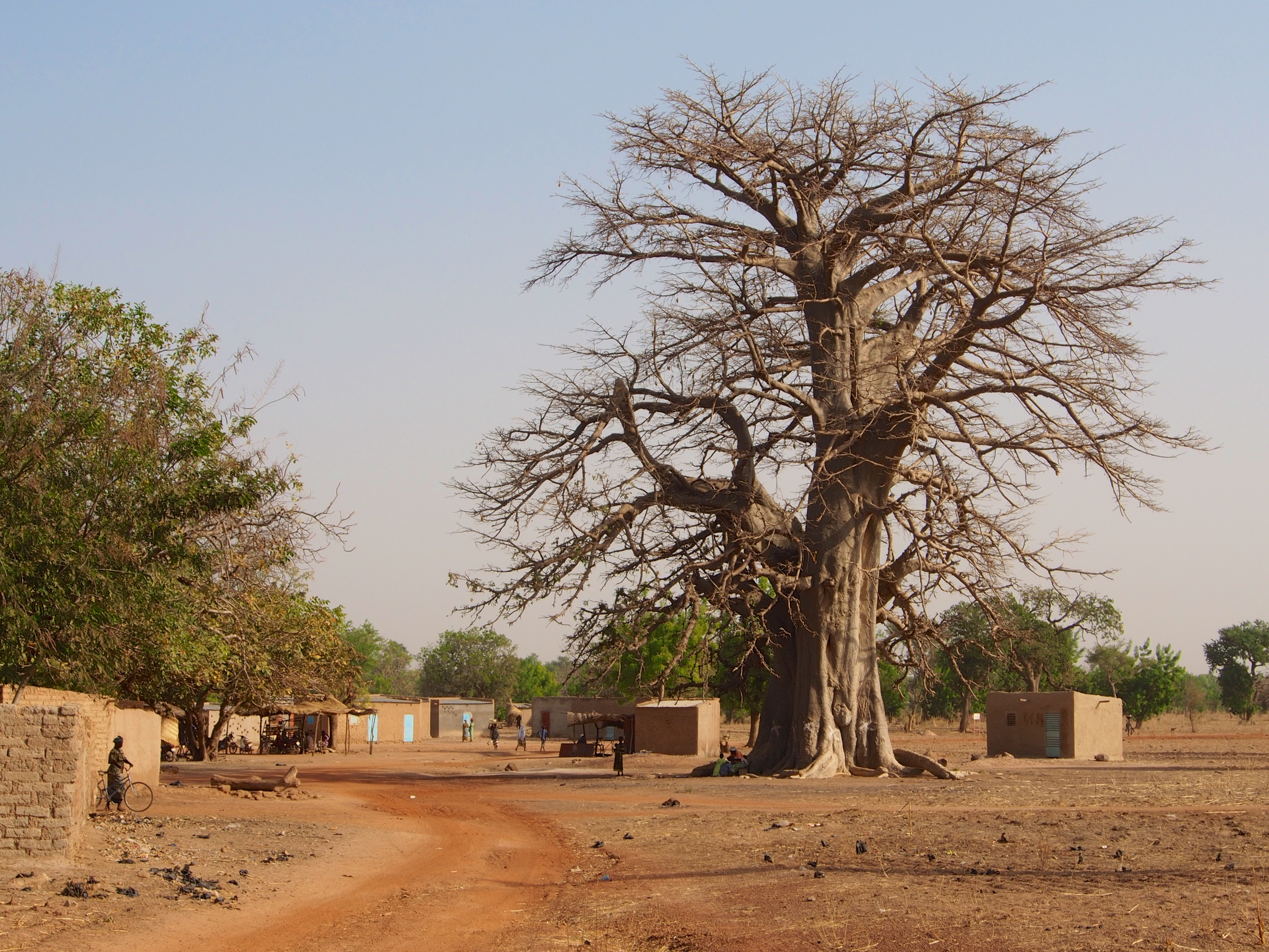
Ein Baobab im Zentrum von Pitmoaga

## Söhne und Töchter des Ortes
- Jérémie Ouédraogo (* 1973), Radrennfahrer